# 石川氏 (蘇我)
石川氏（いしかわうじ）は、日本の氏族のひとつ。姓は朝臣。蘇我氏の後裔。氏祖は蘇我連子。詳しくは蘇我氏の項を参考。